# 科爾明河
科爾明河（烏克蘭語：Кормин），是烏克蘭的河流，位於該國西南部文尼察州，屬於斯特里河的右支流，發源自楚曼西北面，河道全長53公里，流域面積716平方公里。